# Gmina Stara Kamienica
Gmina Stara Kamienica je polská vesnická gmina v okrese Krkonoše v Dolnoslezském vojvodství. Sídlem gminy je ves Stara Kamienica. V roce 2011 zde žilo 5 387 obyvatel.
Gmina má rozlohu 110,46 km² a zabírá 17,58 % rozlohy okresu. Skládá se z deseti starostenství.

## Starostenství
- Antoniów
- Barcinek
- Chromiec
- Kopaniec
- Kromnów
- Mała Kamienica
- Nowa Kamienica
- Rybnica
- Stara Kamienica
- Wojcieszyce

## Sousední gminy
Jelení Hora, Jeżów Sudecki, Lubomierz, Mirsk, Piechowice, Szklarska Poręba